# Fana (eiland)
Fana, ook Fanah of Fanna, is een eiland in Palau, gelegen in de staat Sonsorol. Fana is het kleinste en enige onbewoonde eiland in de staat. Toch wordt het soms als "gemeente" aangeduid, met Mariano Carlos als plaatselijke chef sinds 2000. Samen met het eiland Sonsorol, dat slechts 1,6 km zuidelijker ligt, vormt het de Sonsoroleilanden, die samen met Pulo Anna en Merir op hun beurt de staat Sonsorol binnen de Palause Zuidwesteilanden vormen. Het eiland heeft een diameter van 350 m en een oppervlakte van 0,54 km². Het koraalrif rond het eiland, dat dicht bebost is met kokospalmen en andere bomen, strekt zich uit tot 160 à 480 m uit de kust. Het enige zoogdier dat er voorkomt is Pteropus mariannus, een vleermuis. 

Eilanden: Merir · Pulo Anna · Sonsoroleilanden (Fana · Sonsorol)

Plaatsen: Dongosaro · Melieli · Puro